# NordHandwerk
NordHandwerk ist das Mitgliedermagazin der norddeutschen Handwerkskammern. Im Einzelnen sind das die Handwerkskammer Flensburg, die Handwerkskammer Lübeck, die Handwerkskammer Hamburg und die Handwerkskammer Schwerin. Das monatlich erscheinende Magazin befasst sich mit Themen rund um das Handwerk, Politik und Wirtschaft, sowie regelmäßig mit unterschiedlichen Spezialthemen. Außerdem werden regionalpolitische Entscheidungen aus der Sicht des Handwerks kommentiert.

## Themenbereiche
NordHandwerk bietet folgende Themenbereiche:
- Thema des Monats
- Politik & Wirtschaft
- Regionalteil
- Reportage
- Special
- Tipps für den Betrieb
- Branchen
- Meldungen
- Ihre Meinung

## Geschichte
Das Printmagazin NordHandwerk wurde 1985 als Magazin für die Mitglieder der norddeutschen Handwerkskammern gegründet. Es erreicht monatlich 52.000 handwerkliche und handwerksähnliche Betriebe der Handwerkskammern Flensburg, Lübeck, Hamburg und Schwerin. Die Redakteure des Magazins recherchieren Themen aus Politik, Steuer- und Arbeitsrecht und berichten über die Arbeit der Handwerkskammern. Zudem gibt es Nachrichten und gewerbliche Pressemeldungen, die für Betriebsinhaber interessant sind.